# Osmany Cienfuegos Gorriarán
Osmany Cienfuegos Gorriarán   (República de Cuba, 4 de febrer de 1931 - 17 de maig de 2025) va ser un arquitecte, polític i militar cubà. Després del triomf de la Revolució Cubana el 1959, va exercir diverses carteres ministerials i va ser diputat a l'Assemblea Nacional del Poder Popular de Cuba. També fou ministre de Turisme i vicepresident del Consell de Ministres fins al març de 2009.

## Biografia
Els seus pares eren originaris d'Astúries. Era el germà gran del futur comandant de l'Exèrcit Rebel Camilo Cienfuegos. Es llicencià en arquitectura a la Universitat de l'Havana el 1954, i va militar inicialment en el Partit Socialista Popular.
Es va oposar a la dictadura de Fulgencio Batista, raó per la qual el 1957 es va exiliar a Mèxic, des d'on va projectar una expedició armada per auxiliar les forces de l'Exèrcit Rebel que havien de desembarcar a Pinar del Río, però que no es va concretar per la caiguda de la dictadura. Amb el triomf de la Revolució va ocupar diverses responsabilitats en l'aparell d'administració de l'Estat. Després de la mort del seu germà, va ser escollit Ministre de la Construcció el 1960 i el 1966 fou secretari general de l'Organització de Solidaritat dels Poble d'Àfrica, Àsia i Amèrica Llatina (OSPAAAL).
També va ser diputat a l'Assemblea Nacional del Poder Popular de Cuba i membre del comitè central del Partit Comunista de Cuba de 1975 a 1997. Va ser membre de la Direcció nacional de les Organitzacions Revolucionàries Integrades Va ser vicepresident del Consell de Ministres de Cuba fins al 2 de març de 2009.